# Horszewicze
Horszewicze (biał. Горшавічы, Horszawiczy; ros. Горшевичи, Horszewiczi) – wieś na Białorusi, w obwodzie grodzieńskim, w rejonie ostrowieckim, w sielsowiecie Michaliszki.

## Warunki naturalne
Wieś położona jest na terenie Rezerwatu Krajobrazowego Jeziora Soroczańskie, nad Jeziorem Tumskim (Strackim).

## Historia
W dwudziestoleciu międzywojennym leżały w Polsce, w województwie wileńskim, w powiecie święciańskim, w gminie Aleksandrowo/Żukojnie.
Po II wojnie światowej w granicach Związku Sowieckiego. Od 1991 w niepodległej Białorusi.